# Гертогенбос
Гертогенбос, або Хертогенбос (нід. 's-Hertogenbosch, МФА: [ˌsɛrtoːɣə(n)ˈbɔs] — «герцогський ліс», у народі відоме як Ден Бос МФА: [dɛnˈbɔs] — «ліс») — місто й муніципалітет на півдні Нідерландів, з населенням 152 968 чол. Розташоване за 80 км від Амстердама, столиця провінції Північний Брабант.
Офіційна назва міста — це скорочення голландського des Hertogen bosch — «герцогський ліс». Герцог, про якого йдеться — це Генріх I Брабантський, чия сім'я володіла великим маєтком у сусідньому Ортені щонайменше чотири століття. Він заснував нове місто, розташоване на лісових дюнах посеред болота.

## Видатні люди
- Марсель Х. Ван Херпен (1945) — нідерландський політолог і соціолог.
- Ієронім Босх (близько 1450) — нідерландський живописець, один з найвідоміших майстрів Північного Відродження
- Франс де Вааль (* 1948) — нідерландський приматолог і етолог.